# Non stop (godis)

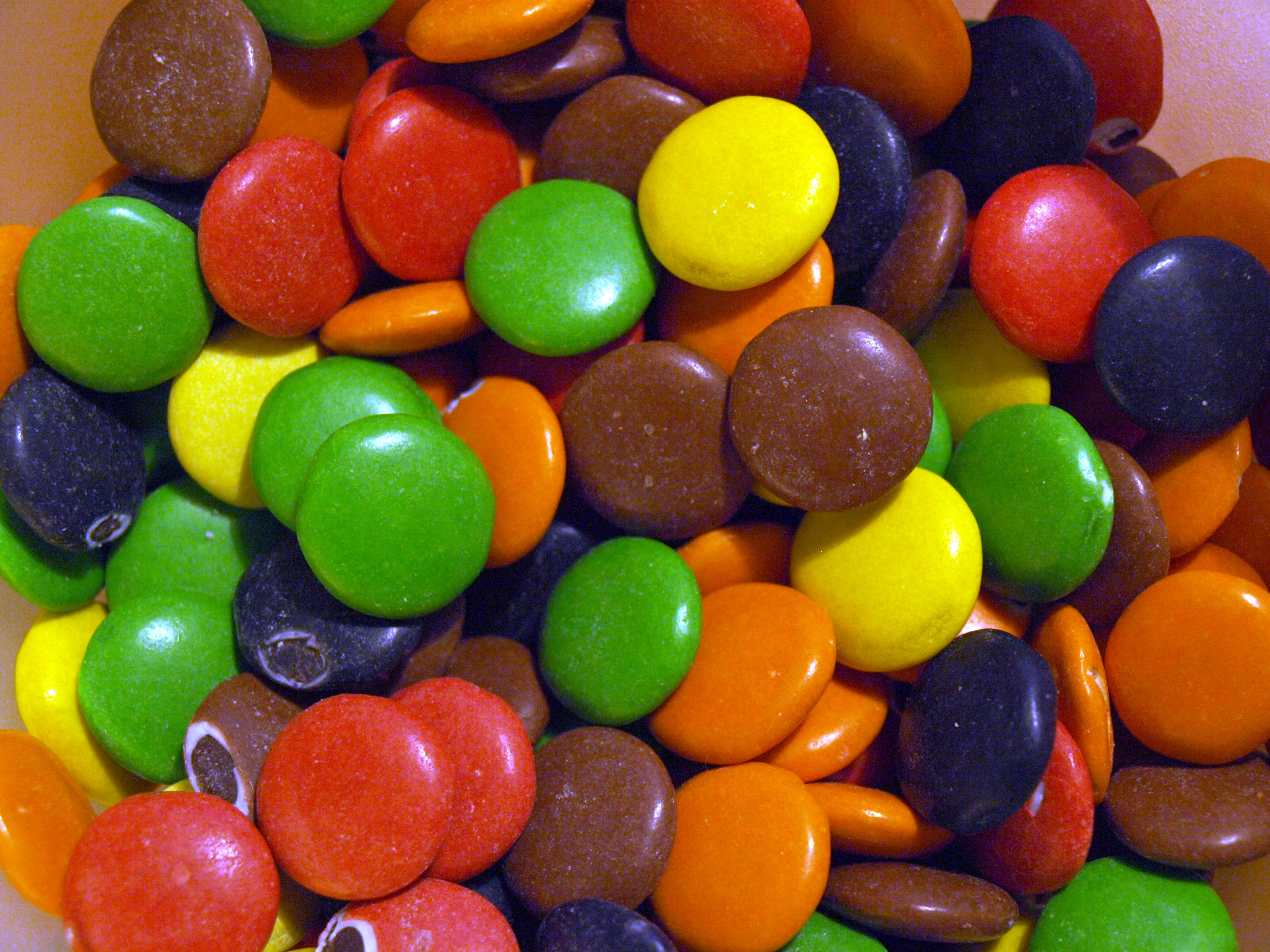
Non stop.

Non stop är chokladlinser av mörk choklad dragerade med två lager socker – ett inre vitt och ett yttre som är färgat. Non stop görs i gul (citron), orange (apelsin), röd (hallon), grön (ananas), svart (vanilj) och brun (vanilj). Non stop lanserades i Sverige 1947. Åren 1960–1975 såldes dessutom Non stop med mintsmak. Numera tillverkas chokladlinserna i Oslo. Chokladlinser är vanliga till tårtdekoration.

## Non stop i andra produkter
På 2000-talet lanserade Marabou mjölkchokladkakan Marabou Non Stop som innehåller Non stop.

## Liknande produkter
- Never stop består enbart av bruna chokladlinser och är fyllda med mjölkchoklad.[2] Åren 1960–1970 såldes även Never stop i mintsmak.[1]
- Smarties består av chokladlinser i åtta färger (sju i Sverige) fyllda med mjölkchoklad.
- M&M's